# De loteling (film)
De loteling is een Belgische dramafilm uit 1974 onder regie van Roland Verhavert. Het scenario is gebaseerd op de gelijknamige roman uit 1850 van Hendrik Conscience. De film werd op het filmfestival van Berlijn genomineerd voor de Gouden Beer.

## Verhaal
De arme boerenzoon Jan Braems moet loten voor het leger. Veel arme boerenjongens zijn blij als ze worden uitgeloot; degenen die ingeloot worden zien het, op een enkele na, somber tegemoet. Jan wordt uitgeloot, maar wordt overgehaald om tegen betaling de legerdienst vervullen in de plaats van de zoon van een notaris (Zie Loting, Militaire vervanging). Hij hoopt na zijn dienstplicht te hebben vervuld terug te keren naar huis en met het geld voor hem en zijn verloofde Katrien een betere toekomst te krijgen. Jan neemt afscheid van zijn vader, broertje en Katrien en haar moeder en vertrekt naar het leger. Het zit Jan niet mee: zijn ransel wordt door de ratten kapot gevreten, zodat hij een nieuwe moet betalen. Tot overmaat van ramp wordt zijn geld gestolen. Op aanraden van een andere soldaat bezoekt hij een prostituee. Hij wordt ziek, en uiteindelijk zelfs blind. Intussen komt de zoon van de notaris een schuld innen bij de vader van Jan: al hun spullen worden in beslag genomen, en ze worden uit de boerderij gezet. De zoon van de notaris merkt spottend op dat Jan toch geld genoeg zou moeten hebben. Katrien hoort dat Jan wellicht blind is geworden en gaat hem opzoeken om hem mee te nemen. Via de vrouw van de commandant krijgt ze het voor elkaar dat Jan mee mag naar huis. Jan bindt een touw om zijn middel, waaraan Katrien hem meetrekt. Onderweg overnachten ze op een boerderij. De boerderij wordt overvallen door een bende, die de boer en zijn gezin bedriegen en mishandelen. Ze komen ook achter Jan en Katrien aan, maar die weten twee overvallers te doden. Later worden ze opgemerkt door twee overvallers, die hen achtervolgen om wraak te nemen. Ze vervolgen hun weg en komen in een klooster, waar een heiligenbeeldje staat dat naar men zegt ziekten kan genezen. Het lijkt alsof hun gebed wordt verhoord als Jan vaag iets kan zien; hij heeft nog wat zicht in zijn rechteroog. De zware terugreis eist zijn tol: Jan en Katrien zijn doodop. Ze worden meegenomen door de bediende van een arts. De arts behandelt Jan, terwijl hij een betoog houdt over hoe de elite van intellectuelen de macht zou moeten hebben in een duidelijk afgebakende standenmaatschappij. Als Katrien vraagt of Jan ooit weer zal genezen, maar de arts niet direct antwoordt, antwoordt de knecht dat hij vaker dit soort gevallen heeft gezien, en dat het uiteindelijk kan genezen als het wordt behandeld met kompressen van vlierbessen. De arts hoort dit en wordt woedend: hoe haalt zijn ongeletterde knecht het in zijn hoofd om medisch advies te geven. Jan en Katrien worden weggestuurd. Op een zandverstuiving worden ze tegengehouden door de twee boeven. Terwijl de ene Jan vasthoudt, verkracht de ander Katrien. Als de boeven weg zijn kruipt Jan naar haar toe en maant haar op te staan. Katrien kleedt zich aan, ze pakken hun spullen, en ze vervolgen hun weg naar huis; Jan loopt niet aan het touw, maar heeft zijn arm om Katrien heen geslagen.

## Rolverdeling
| Acteur              | Personage            |
| ------------------- | -------------------- |
| Jan Decleir         | Jan Braems           |
| Ansje Beentjes      | Katrien              |
| Gaston Vandermeulen | Grootvader           |
| Gella Allaert       | Moeder van Katrien   |
| Bernard Verheyden   | Karel                |
| Idwig Stéphane      | Korporaal            |
| Eddy Asselbergs     | Boef                 |
| Leo Madder          | Boef                 |
| Denise Zimmerman    | Vrouw van commandant |
| Rudi Van Vlaenderen | Dokter               |
| Johan Vanderbracht  | Commandant           |
| Werner Kopers       | Maris                |
| Marieke van Leeuwen | Hoertje              |